# Jean-Michel Vaccaro
Pour les articles homonymes, voir Vaccaro.
Jean-Michel Vaccaro est un musicologue, compositeur et violoniste français né au Petit-Quevilly le 31 mai 1938 et mort à Saint-Avertin le 21 octobre 1998.

## Biographie
Jean-Michel Vaccaro naît au Petit-Quevilly (Seine-Maritime) le 31 mai 1938,,.
Il étudie à l'Institut de musicologie de la Sorbonne sous la direction de Jacques Chailley (entre 1965 et 1970), est également élève d'Henri Challan, Alain Weber et Jeanine Rueff et complète sa formation au Centre d'études supérieures de la Renaissance à Tours avec André Souris (entre 1964 et 1969) et au CNRS à Paris avec Jean Jacquot (entre 1966 et 1983),.
Jean-Michel Vaccaro soutient un doctorat de 3e cycle en 1968 puis un doctorat d'État consacré à la musique de luth en France au XVIe siècle en 1978,,.
De 1970 jusqu'à sa retraite en 1997, il enseigne à l'université de Tours, où il fonde le département de musicologie en 1970 et devient professeur en 1979. En 1984, il fonde le Groupe de formation doctorale « Musique et Musicologie », un comité de liaison entre l'Université de Tours, l'École normale supérieure, le Conservatoire de Paris et l'École pratique des hautes études, dont il est directeur jusqu'en 1995. De 1991 à 1996, il est aussi directeur du Centre d'études supérieures de la Renaissance à Tours,.
En 1981, il reçoit la médaille d'argent du CNRS.
Jean-Michel Vaccaro est responsable des éditions du « Corpus des luthistes français » du CNRS et crée en 1991 à Tours un programme international de documentation musicologique dénommé « RICERCAR ».
En 1994, il est nommé docteur honoris causa de l'Université libre de Bruxelles.
Comme chercheur, Vaccaro a travaillé sur la musique vocale du XVIe siècle, la musique instrumentale des XVIe au XVIIIe siècles, notamment la musique de luth, et la musique de Stravinsky,.
Comme musicien, il a fondé et dirigé l'Ensemble vocal universitaire de Tours, chœur spécialisé dans le répertoire de l'oratorio, de Schütz au XVIIe siècle à Stravinsky au XXe siècle.
Jean-Michel Vaccaro meurt à Saint-Avertin (Indre-et-Loire), près de Tours, le 21 octobre 1998,,.

## Écrits et publications
Parmi les écrits de Jean-Michel Vaccaro, figurent notamment :
- « Le livre d’airs spirituels d’Anthoine de Bertrand », in Revue de musicologie LVI, 1970 ;
- « Proposition d’analyse pour une polyphonie vocale du XVIe siècle », ibid. LXI, 1975 ;
- « La Musique dans l'Histoire du soldat (Ramuz-Stravinsky) » in Les voies de la création théâtrale VI, Paris, CNRS, 1978 ;
- « Poésie et musique : formes littéraires, formes circulaires », in Fortunes de la Renaissance, Paris, Vrin, 1981 ;
- La Musique de luth en France au XVIe siècle, Paris, CNRS, 1981 ;
- « Stravinsky et The Rake's Progress », in Actes du Symposium international Stravinsky, Université de San Diego (Californie) ;
- « La Fantaisie chez les luthistes », in Anuario Musical XXXIX, 1984.

Côté publications :
- il a assuré l'édition critique des œuvres pour luth d'Albert de Rippe (3 volumes), d'Adrian Le Roy (2 volumes), des Mercure, de Vaumesnil, Edinthon, Perrichon, Raël, des Dubut, des Pinel, de Jean-Paul Paladin, in Corpus des luthistes français, Paris, CNRS, 1972-1984 ;
- il est aussi l'éditeur des actes des colloques La Chanson à la Renaissance, Fondettes, Van de Velde, 1981, et Le luth et sa musique II, Paris, CNRS, 1984.